# Wohnpark Alterlaa

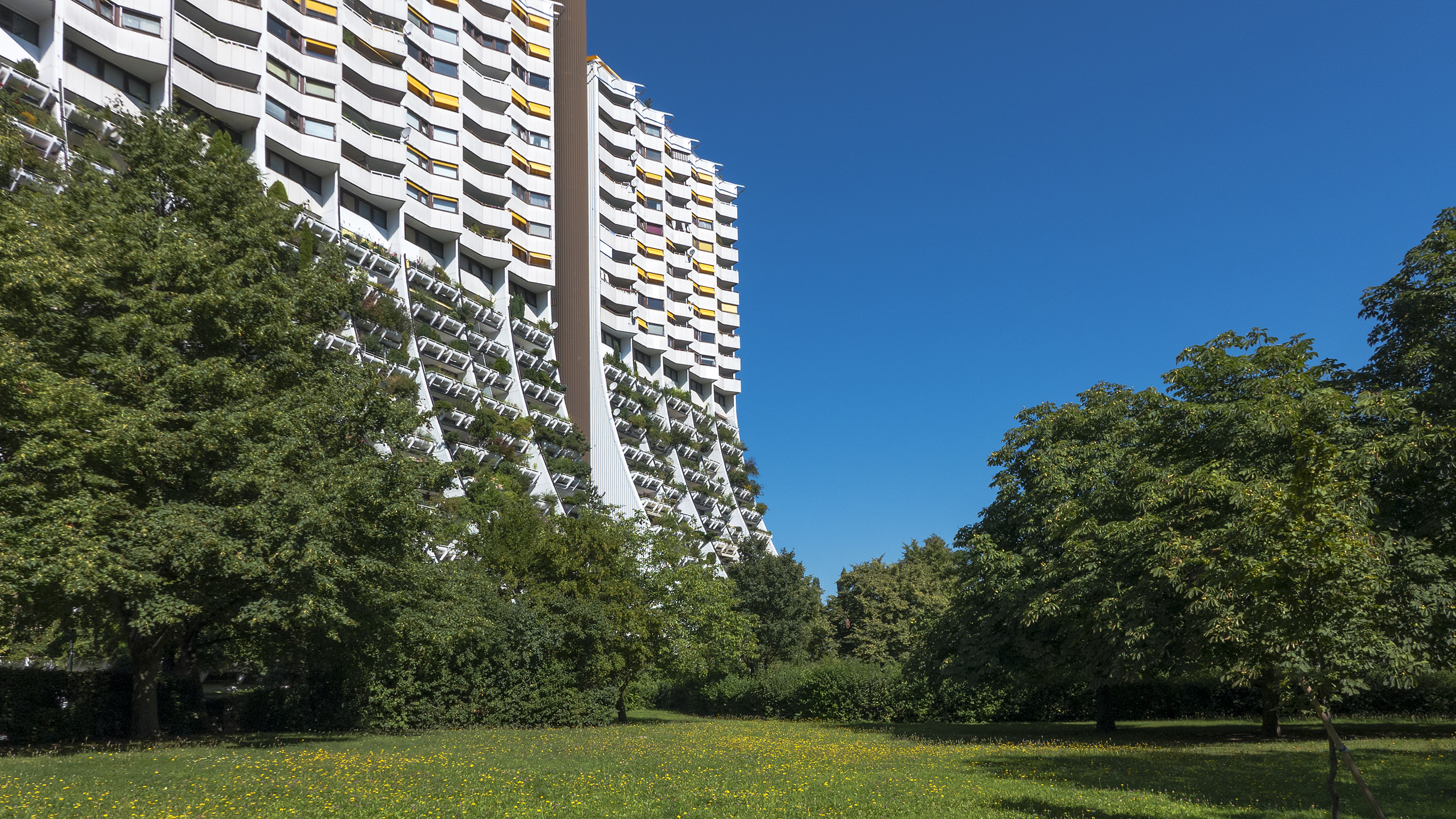
Modernistyczne osiedla bloków mieszkalnych w parkach opanowały świat w XX wieku jak Alterlaa w Wiedniu

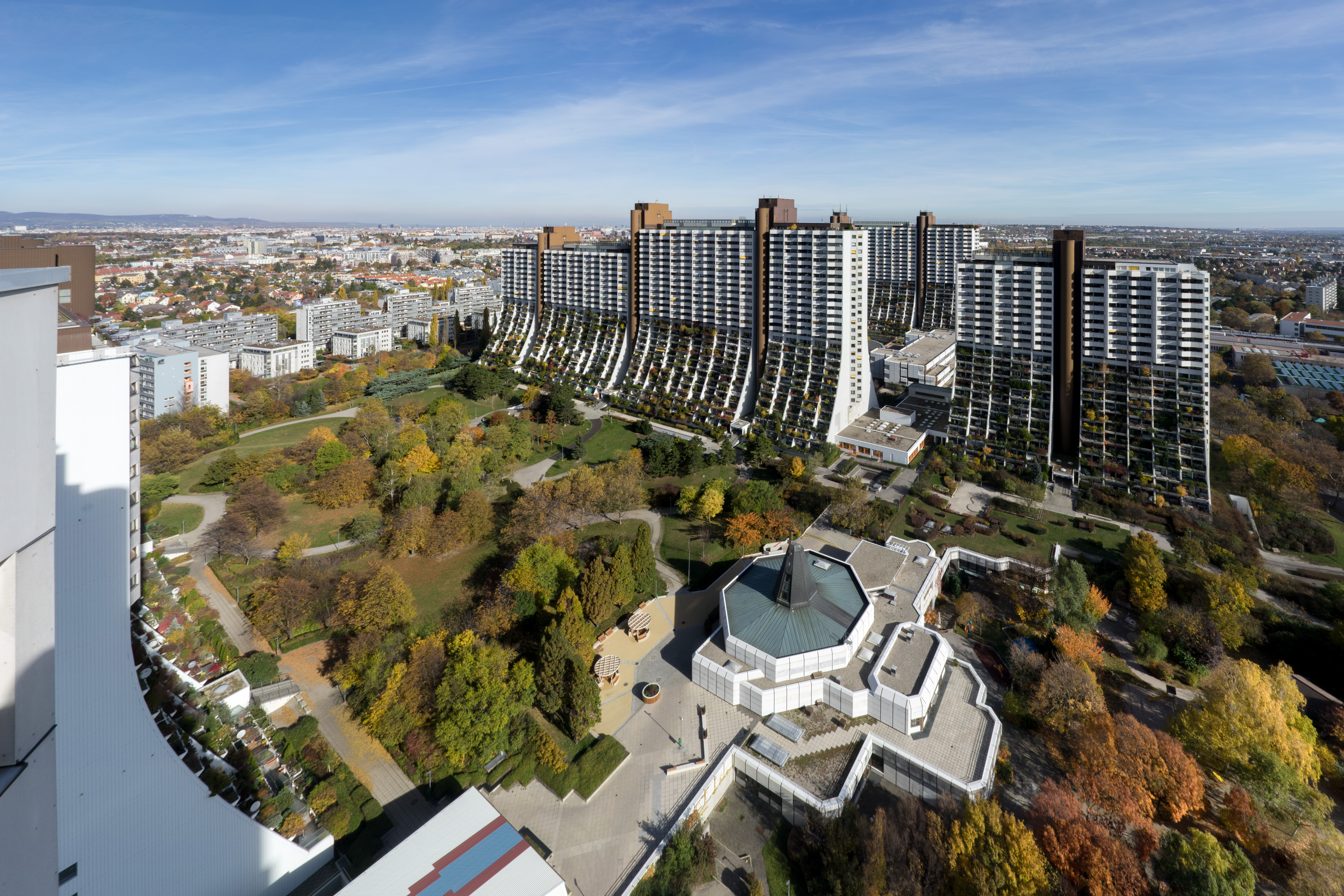
Osiedle Wohnpark Alterlaa widziane z góry

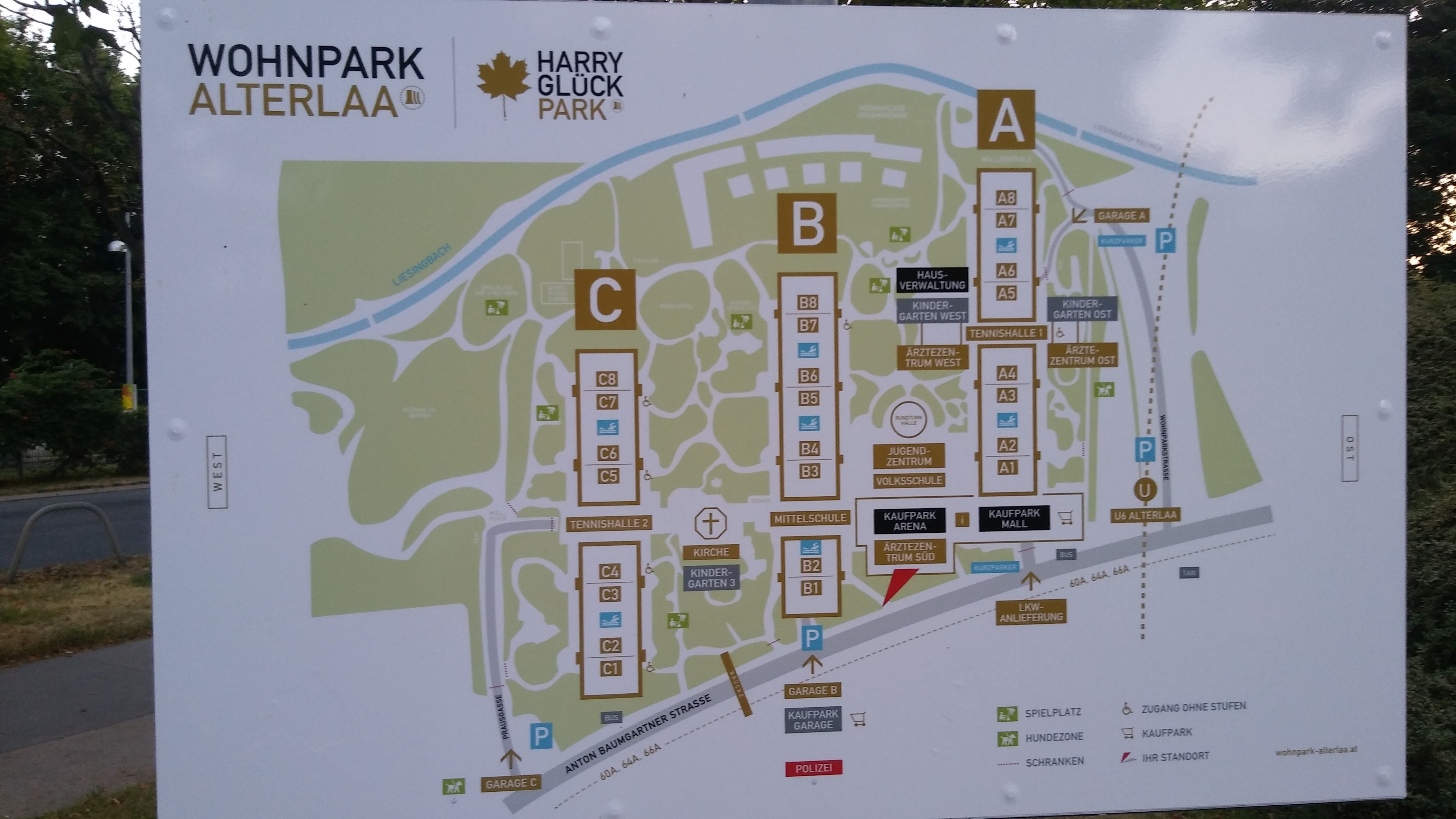
Plan osiedla

Wohnpark Alterlaa – modernistyczne osiedle mieszkaniowe w dzielnicy Liesing w Wiedniu. Osiedle posiada pełną infrastrukturę i jest jednym z największych kompleksów mieszkaniowych w Austrii i jest przykładem udanego projektu budownicta komunalnego i miasta satelickiego z lat 70. XX wieku. Wbrew nazwie kompleks nie znajduje się w gminie Erlaa, lecz na granicy gmin Inzersdorf (blok A) i Atzgersdorf (bloki B i C), a nazwa pochodzi od, znajdującego się w pobliżu, pałacu Alterlaa. Bloki mieszkalne na osiedlu nazywane są tarasowcami lub piramidami mieszkalnymi. Wiedeńskie bloki mieszkalne nie zostały zaprojektowane dla osób zamożnych, jednak wprowadzono wówczas liczne nowatorskie rozwiązania architektoniczne, „aby zapewnić jak największą satysfakcję z życia”.

## Historia
Układ mieszkań jest zgodny z koncepcją architekta Harry’ego Glücka dotyczącą „piętrowego domu rodzinnego” w formie mieszkań z tarasem. Osiedle projektowane było od 1968, a wybudowane zostało w latach 1973–1985. Blok A został oddany do użytku w 1976, blok B w 1978, zaś blok C w 1985. Osiedle zbudowała firma GESIBA (Gemeinnützige Siedlungs- und Bauaktiengesellschaft), autorami projektu byli: Harry Glück & Partner, Kurt Hlaweniczka oraz Requat & Reinthaller.

## Struktura

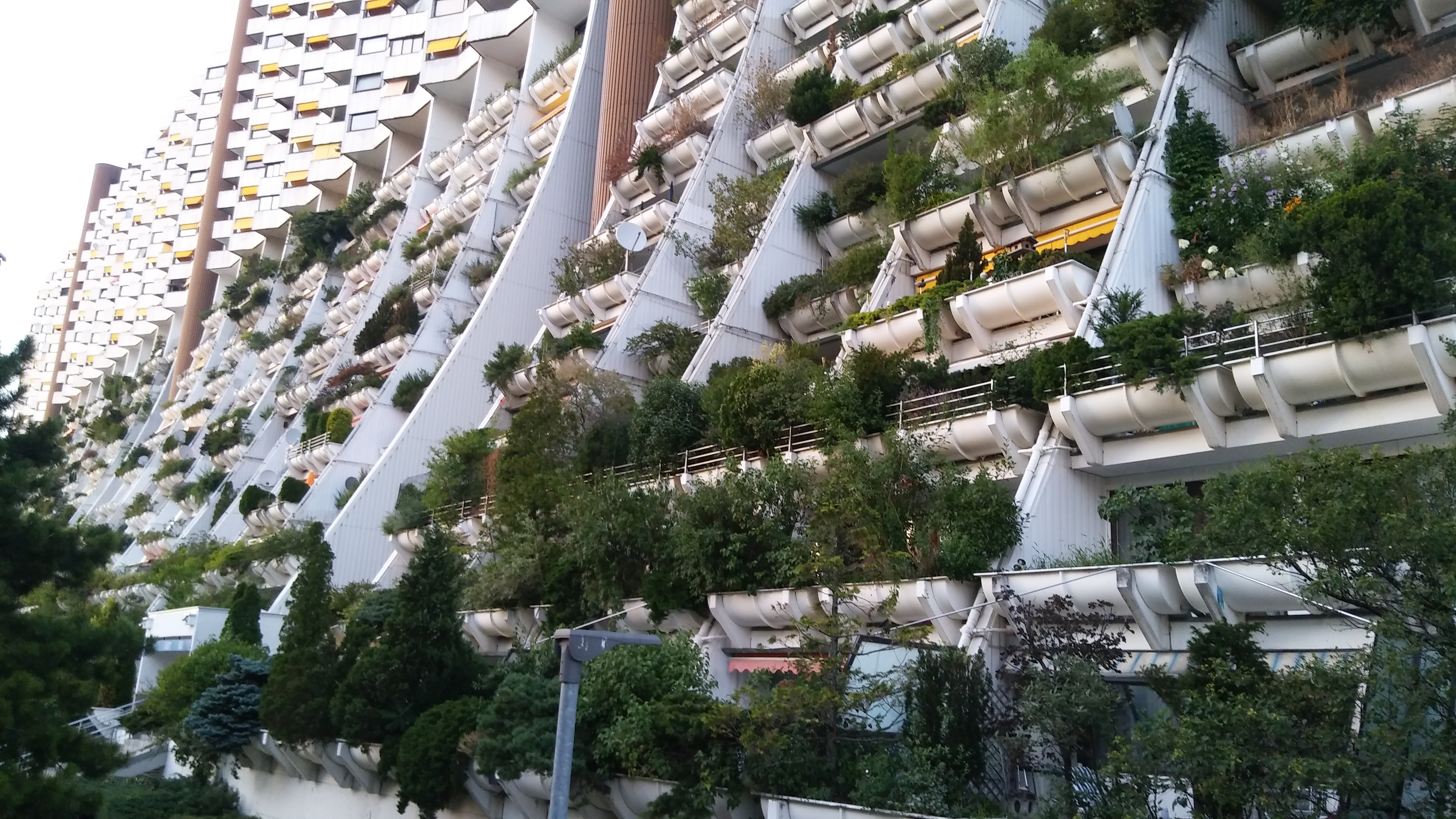
Zieleń na nietypowych tarasach bloków

Osiedle tworzą trzy zespoły budynków ustawionych w orientacji północ-południe o długości 400 m każdy, składających się z bloków o wysokości od 23 do 27 pięter. Wyższe bloki A1-A3, B3-B5 i C1-C4 mają 85,1 m, a niższe 73,6 m wysokości. Blok A ma powierzchnię użytkową 91 000 m², bloki B i C – 98 000 m². Odległość między blokami wynosi 140 metrów u podstawy i 170 metrów na wyższych piętrach. Na łącznej powierzchni 240 000 m² znajduje się ok. 3200 mieszkań, z których 65% składa się z co najmniej 3 pokojów, o średniej wielkości 74,5 m². Na osiedlu mieszka ok. 9000 osób.
Uwagę zwraca nietypowy kształt budynków. Bloki są szersze u podstawy i stopniowo zwężają się ku górze. Dzięki temu część mieszkań ma własne tarasy z ogródkami. Uzupełnieniem tej koncepcji są rynny na rośliny, w tym drzewa na tarasach, o powierzchni prawie 4 m² aż do 12. piętra, które służą również jako ekrany prywatności. Ponadto każde mieszkanie ma co najmniej jedną loggię jako przestrzeń prywatną. Większe apartamenty mają drugą łazienkę. W sumie zrealizowano 35 różnych planów pięter.
Każdy blok ma dwukondygnacyjny podziemny parking, gdzie znajdują się także maszynownie i skąd odbierane są śmieci. Każda klatka ma 4 szybkie windy.

## Infrastruktura

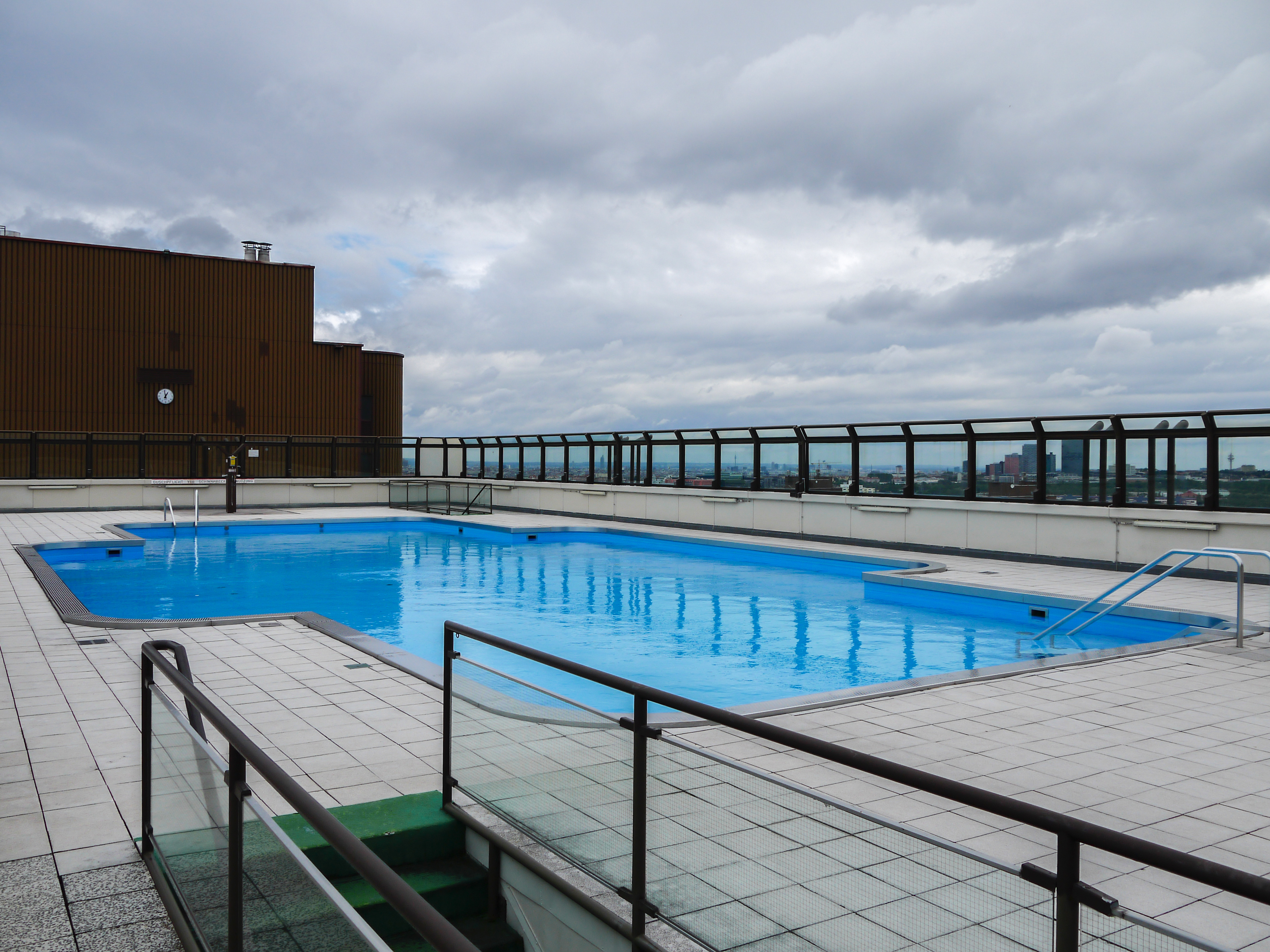
Basen na dachu bloku A

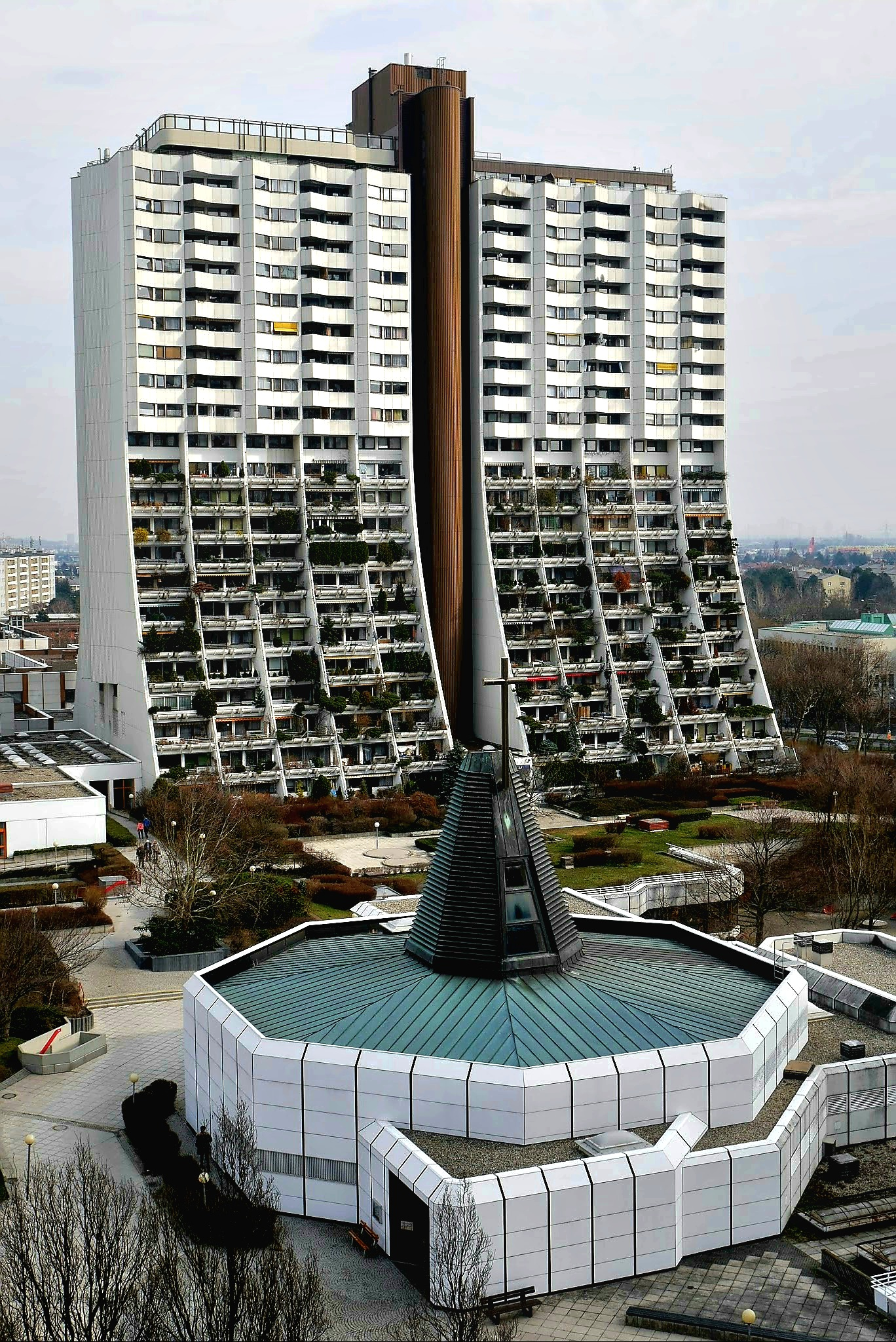
Kościół w centrum osiedla

Aby osiedle nie było przez mieszkańców traktowane jak „sypialnia” i by zapewnić im możliwość spędzania tu wolnego czasu, umieszczono tu liczne obiekty komunalne. Na osiedlu znajdują się: centra medyczne, szkoły, przedszkola, place zabaw, korty tenisowe, kościół oraz park, nazwany w 2015 imieniem Harry’ego Glücka. Obok osiedla działa centrum handlowe, gdzie znajdują się sklepy, biblioteka i kilka restauracji. W pobliżu znajduje się stacja metra linii U6, otwarta w 1995.
Swoistym znakiem rozpoznawczym Harry’ego Glücka jest 7 basenów na dachach budynków. Mieszczą się tam również tepidarium, solarium i sauny na podczerwień. Wewnątrz budynków znajdują się 32 sale klubowe i 7 placów zabaw. Na osiedlu działa prywatna stacja telewizyjna WPTV, wydawany jest również bezpłatny miesięcznik.

## Osiedle w kulturze

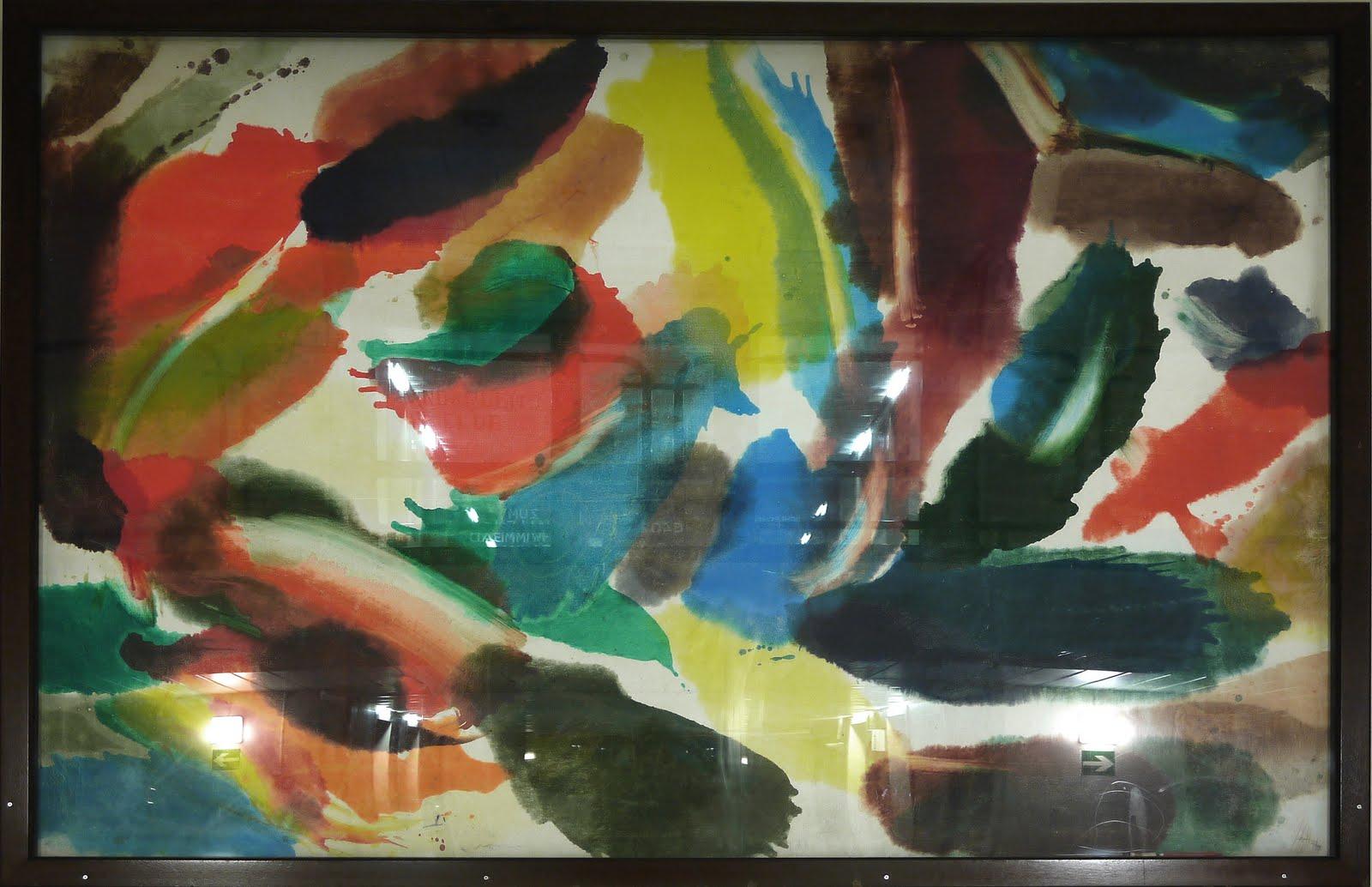
Obraz Wolfganga Holleghi w dwupoziomowym foyer jednego z bloków

W każdym z foyer budynków znajdują się dwa obrazy znanych współczesnych artystów.
- A1/A2 Alfred Hrdlicka(inne języki)
- A3/A4 Georg Eisler(inne języki)
- A5/A6 Fritz Martinz(inne języki)
- A7/A8 Adolf Frohner(inne języki)
- B1/B2 Peter Atanasov(inne języki)
- B3/B4 Wolfgang Hollegha(inne języki)
- B5/B6 Robert Zeppel-Sperl(inne języki)
- B7/B8 Peter Pongratz(inne języki)
- C1/C2 Karl Korab(inne języki)
- C3/C4 Linde Waber(inne języki)
- C5/C6 Hans Staudacher(inne języki)
- C7/C8 Franz Zadrazil(inne języki)

Osiedle pojawia się w:
- filmie Christiana Froscha Weiße Lilien[9],
- powieści Wolfa Haasa Przyjdź, słodka śmierci i jej ekranizacji w reżyserii Wolfganga Murnbergera,
- filmie telewizyjnym Tatort: Die Kunst des Krieges.